# Malvales
Malvales is een botanische naam, voor een orde van bedektzadigen: de naam is gevormd uit de familienaam Malvaceae. Een orde onder deze naam wordt de laatste decennia algemeen erkend door systemen van plantentaxonomie.
In het APG II-systeem (2003) bestaat de orde uit:
- orde Malvales
  - familie Bixaceae
    - [+ familie Cochlospermaceae ]
    - [+ familie Diegodendraceae ]

  - familie Cistaceae (Zonneroosjesfamilie)
  - familie Dipterocarpaceae
  - familie Malvaceae (Kaasjeskruidfamilie)
  - familie Muntingiaceae
  - familie Neuradaceae
  - familie Sarcolaenaceae
  - familie Sphaerosepalaceae
  - familie Thymelaeaceae (Peperboompjesfamilie)

waarbij de families tussen "[+ ...]" optioneel zijn, desgewenst af te splitsen.
De plaatsing van deze orde binnen de bedektzadigen door het APG II-systeem is in de eurosids II (in de Heukels vertaald met "Malviden").
In het APG-systeem (1998) was de samenstelling van de orde hetzelfde, met uitzondering van de familie Diegodendraceae die daar niet optioneel is, maar een volledig erkende familie.
In het Cronquist-systeem (1981) werd ook een orde onder deze naam erkend, geplaatst in de onderklasse Dilleniidae. Deze orde had de volgende samenstelling:
- orde Malvales
  - familie Bombacaceae
  - familie Elaeocarpaceae
  - familie Malvaceae
  - familie Sterculiaceae
  - familie Tiliaceae

Naar huidige maatstaven is dit geen goed taxon: vier van deze families worden in APG verenigd in de kaasjeskruidfamilie (Malvaceae), terwijl de Elaeocarpaceae heel ergens anders geplaatst worden. Maar het is wel een traditioneel erkend taxon: een orde met deze zelfde samenstelling bestond in het Wettstein-systeem (1935) onder de naam Columniferae (zo genoemd vanwege de 'zuil' waarop de meeldraden zijn ingeplant):
- orde Columniferae
  - familie Bombacaceae
  - familie Elaeocarpaceae
  - familie Malvaceae
  - familie Sterculiaceae
  - familie Tiliaceae